# Antillai estifecske
Az antillai estifecske (Chordeiles gundlachii) a madarak (Aves) osztályának lappantyúalakúak (Caprimulgiformes) rendjébe, ezen belül a lappantyúfélék (Caprimulgidae) családjába tartozó faj.

## Rendszerezése
A fajt George Newbold Lawrence amerikai amatőr ornitológus írta le 1856-ban.

## Előfordulása
Az Amerikai Egyesült Államok, Anguilla, a Bahama-szigetek, Barbados, Bonaire, Sint Eustatius, Saba, a Kajmán-szigetek, Kuba, Curaçao, a Dominikai Köztársaság, Guadeloupe, Haiti, Honduras, Jamaica, Martinique, Montserrat, Puerto Rico, Sint Maarten, Saint-Barthélemy, Saint Kitts és Nevis, Sint Maarten, a Turks- és Caicos-szigetek, az Amerikai Virgin-szigetek és a Brit Virgin-szigetek területén honos.
Természetes élőhelyei a szubtrópusi vagy trópusi cserjések, szezonálisan elárasztott legelők, valamint másodlagos erdők. Vonuló faj.

## Megjelenése
Testhossza 20–23 centiméter, testtömege körülbelül 50 gramm.

## Életmódja
Rovarokkal táplálkozik.

## Természetvédelmi helyzete
Az elterjedési területe nagyon nagy, egyedszáma pedig stabil. A Természetvédelmi Világszövetség Vörös listáján nem fenyegetett fajként szerepel.